# Společnost pro Moravu a Slezsko
Společnost pro Moravu a Slezsko (SMS) byla založena v Brně pod vlivem událostí tzv. pražského jara 1968 20. května roku 1968 významnými osobnostmi vědeckého, kulturního a politického života na Moravě, především z řad technické, přírodovědecké a humanitní inteligence. Mezi ně patřil např. rektor Masarykovy univerzity (tehdy UJEP) prof. Theodor Martinec, prorektor Vysokého učení technického prof. Miroslav Nechleba nebo bývalý děkan právnické fakulty prof. Vladimír Kubeš. Mluvčím společnosti se "pozvolna stával" psycholog a později i politik PhDr. Boleslav Bárta, CSc. Společnost v diskusi o budoucím státoprávním uspořádání Československa prosazovala ideu trojfederace Čech, Moravy se Slezskem a Slovenska (tzv. trialismus). Do Společnosti masově vstupovali nejen jednotlivci, ale také společenské organizace a dokonce i průmyslové podniky a výrobní závody z Moravy a Slezska. V srpnu roku 1968 měla Společnost již 200 000 členů a více než 600 místních a závodních výborů. Vedení Společnosti sídlilo v přízemních místnostech Etnografického ústavu Moravského muzea v paláci U Šlechtičen v tehdejší Gagarinově (dnes Kobližné) ulici v Brně. Společnost neprosazovala myšlenku samostatného moravského národa, jen samosprávné uspořádání Československa na historickém zemském principu. Počátkem roku 1969 začala Společnost vydávat vlastní časopis M-týden.
V současné době existenci samostatného moravského národa uznává, přestože jako prioritní považuje stále princip zemské moravské a slezské identity bez ohledu na národnost. Předsedou byl v letech 1992–2013 Ing. Zdeněk Tichý, projektant, bývalý vedoucí Technického úseku Magistrátu města Brna a kandidát na brněnského primátora v roce 1990 za HSD-SMS. V letech 2013-2020 Společnost vedl klinický psycholog a univerzitní pedagog David Unger z Kroměřížska, v roce 2020 byl předsedou Společnosti zvolen archeolog a historik Ondřej Mlejnek.

## Vznik a činnost v období pražského jara 1968
Společnost vydala výzvu Všem Moravanům, v níž vyzývala k podpoře snah o samosprávu Moravy a Slezska. K výzvě se připojily třeba Jihomoravské cukrovary Uherské Hradiště nebo Vinařské závody Mikulov. Zakrátko poté vydala Moravskoslezskou deklaraci, ve které prosazovala mimo jiné takovou formu státní organizace, která by v žádné části společnosti "nevyvolávala hromadné pocity křivdy..." Dále vydalo i Provolání k slovenskému národu, v něm se odvolávalo "na tradiční přátelství mezi slovenským a moravským lidem" z cílem získat Slováky pro myšlenku zemského uspořádání. Společnost získala podporu nejen obyvatel tehdejších krajů Jihomoravského a Severomoravského, ale rovněž obyvatel Dačicka, Svitavska a Moravskotřebovska, kteří byli od roku 1960 administrativně připojeni k Jihočeskému a Východočeskému kraji.
V průběhu léta 1968 před invazí vojsk Varšavské smlouvy do Československa v srpnu 1968 požadovali představitelé Společnosti pro Moravu a Slezsko plebiscit o samosprávném postavení Moravy a Slezska. V srpnu vydali programový materiál Trojdílné uspořádání státu. Moravské aktivity však v Čechách, především v Praze, nebyly brány vážně a budoucí uspořádání státu bylo zformováno výhradně na národnostním principu. Pražští odpůrci moravské zemské samosprávy argumentovali, že se jedná jen o brněnskou iniciativu. Tento argument však nebyl pravdivý. Například ve druhé polovině července 1968 se pro obnovu Moravy a Slezska třeba postavil i celozávodní výbor KSČ ve Vítkovických železárnách v Ostravě. Přesto se vedení Společnosti alespoň snažilo prosadit zemské samosprávné uspořádání v rámci nově vznikající České socialistické republiky v nové československé federaci. Ani s tím však neuspěli. V říjnu 1968 Národní shromáždění schválilo ústavní zákon o československé federaci na národnostním a dualistickém podkladě a s krajským zřízením, které nerespektovalo historické zemské hranice Moravy a Slezska.
Po začátku normalizace v letech 1969-1970 byla Společnost pro Moravu a Slezsko zrušena, její funkcionáři byli nuceni odejít do ústraní.

## Po Listopadu 1989
Po tzv. Sametové revoluci byla činnost SMS zejména z iniciativy doc. PhDr. Boleslava Bárty, CSc., obnovena silvestrovským prohlášením z 31. prosince 1989 k občanům, podle kterého "nevídaně humánní průběh revoluce by měl být završen překonáním dosavadního (centralisticko-byrokratického) systému státoprávního a územně právního uspořádání" a uplatněním místní i vyšší (zemské) samosprávy v přirozených, v podvědomí lidí zakotvených a historickými tradicemi konstituovaných pospolitostech Moravy a Slezska. Samospráva měla být "založena na principu, aby vytvořené hodnoty zůstávaly po nezbytných odvodech na Moravě a ve Slezsku jako nástroj jejich dalšího hospodářského, sociálního a kulturního rozvoje." Krátce na to, v rámci tzv. Moravskoslezské neděle 1. dubna 1990 v Kroměříži, bylo na základě Společnosti založeno politické hnutí s názvem Hnutí za samosprávnou demokracii - Společnost pro Moravu a Slezsko, které uspělo v prvních svobodných volbách v červnu roku 1990. Vedle něj byly založeny i další organizace v rámci moravského hnutí s radikálnějšími požadavky a zastáváním koncepce samostatného moravského národa, které se Společnost pro Moravu a Slezsko zpočátku vyhýbala. Ani tentokrát se ovšem myšlenku československé trojfederace nebo obnovení zemského zřízení nepodařilo prosadit.

## Po zániku Československa
V roce 1992 se Společnost nadále osamostatnila jako nestranické občanské sdružení a s Hnutím za samosprávnou demokracii Moravy a Slezska jen volně spolupracovala. Prostřednictvím poslanců v Poslanecké sněmovně zvolených za HSD-SMS se jí podařilo získat dotaci, z níž podporovala projekty jako Kronika Velké Moravy, Moravské letopisy, Svatopluk Veliký, král Moravanů a Slovanů, podpora výzkumu ve znojemské rotundě apod. V roce 1998 Společnost vydala brožuru Poznatky o územněsprávním členění státních teritorií s doporučením pro Českou republiku, jejímž autorem byl doc. Ing. arch. Zdeněk Malík, CSc. Materiál reagoval na schválení ústavního zákona o vytvoření vyšších územních samosprávných celků z roku 1997, který obsahoval členění České republiky na 14 krajů. Tento materiál kritizoval nově vzniklé kraje jako příliš malé, drahé, podporující byrokratický centralismus a v rozporu s regiony zemí Evropské unie, které jsou mnohem větší a silnější. Jako alternativu navrhoval členění České republiky na 4 územně samosprávné zemské celky. Tento počet vycházel mimo jiné s obav z dalšího dualismu po rozpadu československé federace. Tento návrh se však nepodařilo prosadit a Česká republika je od roku 2000 členěna na 14 krajů, které nerespektují historické ani přirozené hranice mezi Čechami, Moravou a Slezskem a jejichž bezmocnost a nehospodárnost je stále více zřejmá.

## Současnost
V současné době prochází Společnost pro Moravu a Slezsko generační obměnou. V roce 2012 se rozhodla spustit webový projekt na podporu slezské historie, slezanství a moravsko-slezské spolupráce „Slezsko.net“. Zároveň podporuje elektronické zveřejňování materiálů z historie moravského hnutí, zejména státoprávní koncepce z let 1968 a 1990. Na Moravě podporuje aktivity dalších pomoravských organizací – Moravské národní obce (MNO) nebo Moravskoslezské akademie (MSA) a "je otevřena spolupráci s dalšími promoravskými nestranickými subjekty na zemské i národní bázi." Dne 13. 12. 2013 byl na zasedání Ústředního koordinačního výboru Společnosti pro Moravu a Slezsko zvolen novým předsedou klinický psycholog PhDr. David Unger z Kroměříže, dne 25. 6. 2020 byl novým předsedou zvolen archeolog Mgr. Ondřej Mlejnek, Ph.D.